# Jupiá
Jupiá é um município brasileiro do estado de Santa Catarina. Localiza-se nas coordenadas 26° 40' 10" S e 52° 72' 34" O, estando a uma altitude de 855 metros. Sua população em 2010 era de 2148 habitantes.